# Antonio Bayter Abud
Antonio Bayter Abud MXY (* 8. Oktober 1933 in El Banco, Magdalena; † 21. August 2020 in Medellín) war ein kolumbianischer römisch-katholischer Ordensgeistlicher, Generaloberer und Apostolischer Vikar von Inírida.

## Leben
Antonio Bayter Abud studierte Philosophie und Theologie am Priesterseminar in El Banco und empfing am 21. Oktober 1956 die Priesterweihe. Am Zentrum für Spiritualität der Karmeliter in Mexiko absolvierte er ein Studium der Spiritualität. Er trat der Ordensgemeinschaft der Misioneros Javerianos de Yarumal bei und legte am 3. Dezember 1952 seine Ordensprofess ab. Er war in der Seelsorge im damaligen Apostolischen Vikariat von Istmina, heute der Bistum Istmina-Tadó, tätig, wo er Pfarrer in San Pablo (1956–1957), Pfarrer von San Francisco (1957–1958) und Pfarrer in Condoto (1959–1960) war. Im Ausbildungszentren der Yarumal-Missionare war er Lehrer im Kleinen Seminar (1961–1962), Spiritueller Direktor des Priesterseminars (1963–1966), Rektor des Kleinen Seminars (1963–1966; 1967), Rektor des Großen Seminars (1968) und Rektor der Philosophischen Fakultät (1969–1972). Gleichzeitig war er von 1966 bis 1972 Mitglied des Generalrats seines Ordens. Später wurde er für zwei aufeinanderfolgende Perioden (1973–1984) gewählt und war Generaloberer der Misioneros Javerianos de Yarumal (MXY). 1985 wurde er nach Ecuador geschickt und war Pfarrer von Sayausi in der Erzbistum Cuenca und gleichzeitig regionaler Koordinator der Javerianos-Missionare von Yarumal in dieser Zeit (1985–1989). 1991 wurde er im Apostolischen Vikariat von Buenaventura als Generalschatzmeister des Vikariats und Pfarrer der Kathedrale eingesetzt.
Papst Johannes Paul II. ernannte ihn am 30. November 1996 zum Titularbischof von Sucarda und zum Apostolischen Vikar von Inírida. Die Bischofsweihe spendete ihm der Apostolische Nuntius in Kolumbien, Erzbischof Paolo Romeo, am 16. Februar 1997; Mitkonsekratoren waren Heriberto Correa Yepes MXY, emeritierter Apostolischer Vikar von Buenaventura, und José Gustavo Angel Ramírez MXY, Apostolischer Vikar von Mitú.
Am 3. Dezember 2013 nahm Papst Franziskus das von Antonio Bayter Abud aus Altersgründen vorgebrachte Rücktrittsgesuch an. Er war danach als Wirtschaftsvorstand seines Ordens in Medellín tätig.